# Нийл Седака
Нийл Седака (на английски език – Neil Sedaka) е американски поп изпълнител, пианист и композитор, добил световна известност с песните си от 50-те години – „Oh! Carol“, „Calendar Girl“, „Breaking Up Is Hard to Do“ и много други, както и като създател на много песни за знаменитости като Елвис Пресли, ABBA и мн. други.
Притежава звезда на Холивудската алея на славата, както и е увековенчен в Залата на славата в Лонг Айлънд.

## Кратка биография
Роден е в квартал Бруклин, Ню Йорк на 13 март 1939 година, в семейството на таксиметровия шофьор от турско-еврейски произход Мак Седака и Елинор (Ейпъл) Седака, която има руско-еврейски произход.
Израства в района Брайтън Бийч, където се намира средното училище в което учи – „Ейбрахам Линкълн“. Още на 13-годишна възраст пише песни заедно със своя приятел Хауърд Грийнфилд. Отчаян от неуспеха на своите песни, в продължение на няколко дни прослушва най-популярните радиохитове, появили се през 1958 година. По собствени спомени, по този начин открива тайната за написването на 100% шлагер, нещо което е съвсем близо във времето. Скоро Нийл написва песен, посветена на неговата съученичка и приятелка Керъл Кинг, която е озаглавена „Oh, Carol“. През 1959 година тази песен става тотален хит, а младежкият тенор на Седака става постоянен атрибут на всички музикални радиостанции по това време.
През февруари 1961 г. Седака издава рок енд рол хита „Calendar Girl“ (която достига 4-то място в музикалните класации на САЩ), и написва музиката за младежкия филм „Слънце, море и младежи“, с участието на Кони Френсис.

## Дискография

### Студийни албуми
- 1959 – Rock with Sedaka
- 1961 – Circulate
- 1961 – Neil Sedaka Sings Little Devil and His Other Hits
- 1963 – Neil Sedaka Sings His Greatest Hits (Преиздаден през 1975 и 1992 г.)(RCA 2627)
- 1963 – Stupid Cupid (RCA Camden album)
- 1969 – Workin' On A Groovy Thing (Festival 1969)
- 1971 – Emergence
- 1972 – Neil Sedaka (UK)
- 1972 – Solitaire (UK)
- 1973 – The Tra-La Days Are Over (UK)
- 1974 – Laughter in the Rain (UK)
- 1974 – Live at the Royal Festival Hall (UK; live)
- 1974 – Sedaka's Back (USA)
- 1975 – Overnight Success (UK)
- 1975 – The Hungry Years (USA)
- 1976 – Let's Go Steady Again (издаден от RCA Victor; компилация с хитове от средата на 60-те)
- 1976 – Pure Gold (друга компилация с хитове от началото на 60-те)
- 1976 – Sedaka Live in Australia at the South Sydney Junior Leagues Club
- 1976 – Steppin' Out
- 1977 – Neil Sedaka and Songs – A Solo Concert (Live 2-LP)
- 1977 – A Song
- 1977 – Neil Sedaka and Songs
- 1978 – All You Need Is the Music
- 1979 – In the Pocket
- 1979 – Oh Carol! and Other Big Hits (преиздадени хитове от 60-те)
- 1979 – Let's Go Steady Again (издаден от RCA Camden; различна компилация от едноименния албум от 1976, издаден от RCA Victor)
- 1981 – Now!
- 1984 – Come See About Me
- 1986 – The Good Times
- 1991 – Timeless – The Very Best of Neil Sedaka (включва стари и нови песни)
- 1993 – Love Will Keep Us Together (компилация и нови песни)
- 1995 – Laughter In The Rain: The Best Of Neil Sedaka, 1974 – 1980
- 1995 – Song Cycle (песни от „Emergence“ [1971] и „Solitaire“ [1972], последните не са били издавани дотогава в САЩ)
- 1995 – Classically Sedaka
- 1997 – Tales of Love (and Other Passions)
- 2000 – The Singer and His Songs
- 2003 – Brighton Beach Memories – Neil Sedaka Sings Yiddish
- 2003 – Oh! Carol: The Complete Recordings, 1955 – 66 (8-CD с материал, който не е бил издаван преди)
- 2005 – Love Songs (компилация любовни рок-балади, повечето от които от началото на 60-те)
- 2006 – The Very Best of Neil Sedaka: The Show Goes On (2-CD, 46 песни от цялата му кариера, както и 7 „нови“ записа от 2003 г.); едновременно е издадено DVD (заснето на 7 април 2006) в Лондон, Neil Sedaka: Live at the Royal Albert Hall—The Show Goes On
- 2006 – The Miracle of Christmas
- 2007 – The Definitive Collection (2-CD компилация с песни от цялата му кариера, както и неиздавани демо версии от ранната му кариера)
- 2008 – The Miracle of Christmas (специална версия от 2 диска)
- 2009 – Waking Up Is Hard to Do (запис за деца)

### Сингли
- „The Diary“ (САЩ #14, 1959)
- „I Go Ape“ (САЩ #42, 1959)
- „Crying My Heart Out For You“ (САЩ #111, 1959)
- „Oh! Carol“ (САЩ #9, 1959)
- „Stairway to Heaven“ (САЩ #9, 1960)
- „You Mean Everything to Me“ (САЩ #17, 1960)
- „Run, Samson, Run“ (САЩ #28, 1960)
- „Calendar Girl“ (САЩ #4, 1961)
- „Little Devil“ (САЩ #11, 1961)
- „Sweet Little You“ (САЩ #59, 1961)
- „Happy Birthday, Sweet Sixteen“ (САЩ #6, 1962)
- „King Of Clowns“ (САЩ #45, 1962)
- „Breaking Up Is Hard to Do“ (САЩ #1, 1962)
- „Next Door to an Angel“ (САЩ #5, 1962)
- „Alice In Wonderland“ (САЩ #17, 1963)
- „Let's Go Steady Again“ (САЩ #26, 1963)
- „The Dreamer“ (САЩ #47, 1963)
- „Bad Girl“ (САЩ #33, 1963)
- „The Closest Thing To Heaven“ (САЩ #107, 1964)
- „Sunny“ (САЩ #86, 1964)
- „I Hope He Breaks Your Heart“ (САЩ #104, 1964)
- „Let The People Talk“ (САЩ #107, 1965)
- „The World Through A Tear“ (САЩ #76, 1965)
- „The Answer To My Prayer“ (САЩ #89, 1966)
- „We Can Make It If We Try“ (САЩ #121, 1967)
- „Laughter in the Rain“ (САЩ #1 [1 седмица], US AC #1 [2 седмици] 1975)
- „The Immigrant“ (САЩ #22, US AC #1 [1 седмица] 1975) (посветена на Джон Ленън)
- „That's When the Music Takes Me“ (САЩ #25, US AC #7 1975)
- „Bad Blood“ w/Elton John (noncredited backing vocal) (САЩ #1 [3 седмици], US AC #25 1975 – 76; златен сертификат; най-големият комерсиален успех в кариерата на Седака със самостоятелен сингъл, издаден в САЩ)
- „Breaking Up Is Hard to Do“ [версия – балада] (САЩ #8,US AC #1 [1 седмица] 1976)
- „Love in the Shadows“ (САЩ #16, US AC #4 1976)
- „Steppin' Out“ w/Elton John (noncredited backing vocal) (САЩ #36, US AC #45 1976)
- „You Gotta Make Your Own Sunshine“ (САЩ #52, US AC #4 1977)
- „Amarillo“ (САЩ #44, US AC #4 1977)
- „Alone At Last“ (САЩ #104, US AC #17 1977)
- „Should've Never Let You Go“ [Neil & Dara Sedaka] (САЩ #19, US AC #3 1980)
- „Letting Go“ (САЩ #107, 1980)
- „My World Keeps Slipping Away“ (US AC #36, 1981)
- „Your Precious Love“ [Neil & Dara Sedaka] (US AC #15 1984)
- „Rhythm Of The Rain“ (US AC #37, 1984)

## Автобиография
- Laughter in the rain: my own story. New York: Putnam 1982. ISBN 0-399-12744-5